# ملعب الرمادي
ملعب الرمادي هو ملعب يستخدم لمباريات كرة القدم لنادي الرمادي العراقي يقع في الرمادي في العراق ويتسع ل15000 متفرج.
أقدم تنظيم الدولة الإسلامية على تفجيره يوم 19 يوليو 2015 بحجة الشرك بالله